# Гулак, Максим

Герб Войска Запорожского

Максим Гулак (Булак, Билюк) (укр. Максим Гулак; 1599 – 1646) – запорожский гетман казачества, руководитель казацких отрядов, боровшихся против Польши, соратник гетмана Карпа Полтора-Кожуха.

## Биография
Генеральный обозный Запорожского войска при гетмане Дорошенко.
После смерти Полтора-Кожуха в 1642—1646 годах был избран гетманом, вёл боевые действия против поляков на Черкащине, возглавлял казацкие отряды, партизанившие в диких донецких и харьковских степях.
Хорошо изучил тактику пограничных боёв своего предшественника Полтора-Кожуха, однако не сразу прибег к ней, а попытался начать боевые действия почти в центре Украины, на территории Черкащины. Гулак пришёл туда, разбивая мелкие отряды поляков. Но когда на реке Тясмин против него выступили значительные польские силы, гетман, потеряв немало людей и всю артиллерию, должен был отступить к границам с Крымским ханством. Поляки попытались разбить его и здесь, но на этот раз они потерпели поражение и отступили. И снова должны были мириться с существованием казацко-повстанческого войска, которое не подчинялось ни королю, ни реестровому или запорожскому гетманам, а имело своего собственного лидера. Крымские татары приняли восставших казаков, так как хан крымчаков в это время воевал с Волжскими татарами, черкесами и калмыками.
В это время против татар выступили ещё и черкесские князья. Они собрали большое войско, призвали на помощь своих кавказских соседей и попытались покончить с татарским влиянием на своих землях. Гетман имел под своей булавой около семи тысяч казаков.
Объединив свои отряды, казаки и татары вместе ударили по черкесам, разгромили их и оттеснили в горы. Это не прошло без внимания калмыков и волжских ногайцев. Образовав военный союз, они двинулись войной против крымских татар и казаков. Но в первой же битве потерпели сокрушительное поражение и начали отступать. Догоняя, казаки и татары оттеснили их дальше в приволжские степи — туда, откуда они пришли.
Позже их пригласил на службу султан турецкий. Обойдя Азовское море, Гулак привёл своих казаков за Кубань, где соединился с войском Джезира Паши, вместе с которым, воевал против армии персов в Закавказье, в том числе, участвовал в битве под Ереваном. За ратные заслуги Гулак получил в награду от султана бунчук и пернач, осыпанный жемчугом и драгоценными камнями .
Узнав о ратных подвигах казаков гетмана Гулака, московский царь пригласил их к себе на службу, государство которого тоже страдало от набегов волжских татар. Казаки и в этот раз продемонстрировали свою доблесть. Одержав ряд побед, они заставили волжских татар отказаться от своих притязаний.
Вернувшись из похода, привёл остатки своих казаков на Запорожскую Сечь, где вскоре умер.
После смерти гетмана Максима Гулака, утомленные в походах казаки, присоединились к Запорожцам. Но и на Сечи они держались особняком. Жили в отдельных куренях и выбирали собственных атаманов. Впоследствии именно казаки Максима Гулага, которых оставалось три тысячи сто пятнадцать человек и которые проживали в зимовьях Запорожских, активно поддержали Богдана Хмельницкого и составили начальное ядро его повстанческой армии.

## Источник
- Грива А. Н. Козацтво від витоків до сьогодення (історичні періоди). — Київ: КИТ, 2006. — 374 с. — ISBN 978-966-8550-43-0.; 2-е вид. доповн. — 2007. — 373 с. — ISBN 978-966-8550-43-0. (укр.)